# Epichalcoplethis gilletti
Epichalcoplethis gilletti är en skalbaggsart som beskrevs av Soula 2010. Epichalcoplethis gilletti ingår i släktet Epichalcoplethis och familjen Rutelidae. Inga underarter finns listade i Catalogue of Life.